# Pseudoscalare
In matematica e in fisica, uno pseudoscalare è una quantità che si comporta come uno scalare, eccetto per il fatto che si comporta in modo dispari sotto l'azione di un gruppo discreto. Di solito, il gruppo discreto è la parità nello spazio tridimensionale, e gli pseudoscalari cambiano segno sotto l'inversione di parità. La notazione usata in algebra geometrica è più chiara rispetto a quella classica usata in fisica. L'esempio classico di pseudoscalare è il prodotto scalare triplo.
Uno pseudoscalare, quando è moltiplicato per un vettore ordinario, diventa uno pseudovettore o vettore assiale; una costruzione simile produce un pseudotensore.

## Pseudoscalari nella fisica
In fisica, uno pseudoscalare indica una quantità fisica analoga agli scalari. Entrambi sono quantità fisiche che assumono un singolo valore che è invariante sotto rotazioni proprie. Tuttavia, sotto cambiamento di parità, gli pseudoscalari invertono il loro segno, mentre gli scalari no.
Una delle idee più potenti in fisica è che le leggi fisiche non cambino quando cambia il sistema di coordinate usato per descrivere una legge. Il fatto che gli pseudoscalari invertano il loro segno quando gli assi delle coordinate sono invertiti suggerisce che non siano il miglior modo per descrivere la quantità a cui si riferiscono. In effetti è proprio così. Nello spazio tridimensionale, il duale di uno pseudoscalare è uguale a una costante moltiplicata per il pseudotensore di Levi-Civita (o pseudotensore di "permutazione"). Lo pseudotensore di Levi-Civita è un pseudotensore antisimmetrico di rango 3. Poiché il duale di uno pseudoscalare è il prodotto di due "pseudo-quantità" si può dimostrare che il tensore risultante è un vero tensore, che non cambia il segno sotto inversione degli assi. La situazione è simile per gli pseudovettori e per gli pseudotensori di rango 2. Il duale di uno pseudovettore è un tensore antisimmetrico di rango 2 (e viceversa). È il tensore e non lo pseudovettore che rappresenta la quantità fisica che è invariante  per inversione delle coordinate, mentre lo pseudovettore non è invariante.
La situazione può essere estesa a qualunque dimensione. In generale in uno spazio N-dimensionale il duale di un tensore di rango n (dove n è minore o uguale a N/2) sarà uno pseudotensore antisimmetrico di rango N-n e vice versa. In particolare, per lo spaziotempo quadridimensionale della relatività speciale, uno pseudoscalare è il duale di un tensore di rango quattro che è proporzionale al pseudotensore di Levi-Civita quadridimensionale.

## Esempi
- la carica magnetica (definita matematicamente, che esista o meno fisicamente);
- il pione, la particella. La maggior parte dei mesoni è pseudoscalare. Curiosamente, il pione forma un tripletto di isospin; la corrente associata con il pione è un vettore assiale, chiamato corrente vettoriale assiale;
- l'invariante sotto trasformazioni di Lorentz {\displaystyle {\tilde {F}}^{\mu \nu }F_{\mu \nu }=-4\mathbf {B} \cdot \mathbf {E} }, dove {\displaystyle F^{\mu \nu }} è il tensore del campo elettromagnetico, {\displaystyle {\tilde {F}}^{\mu \nu }} è il suo duale, {\displaystyle \mathbf {B} } è il campo magnetico ed {\displaystyle \mathbf {E} } è il campo elettrico.